# Oreostylidium subulatum
Oreostylidium subulatum är en tvåhjärtbladig växtart som beskrevs av Sven Berggren. Oreostylidium subulatum ingår i släktet Oreostylidium och familjen Stylidiaceae. Inga underarter finns listade i Catalogue of Life.

## Bildgalleri

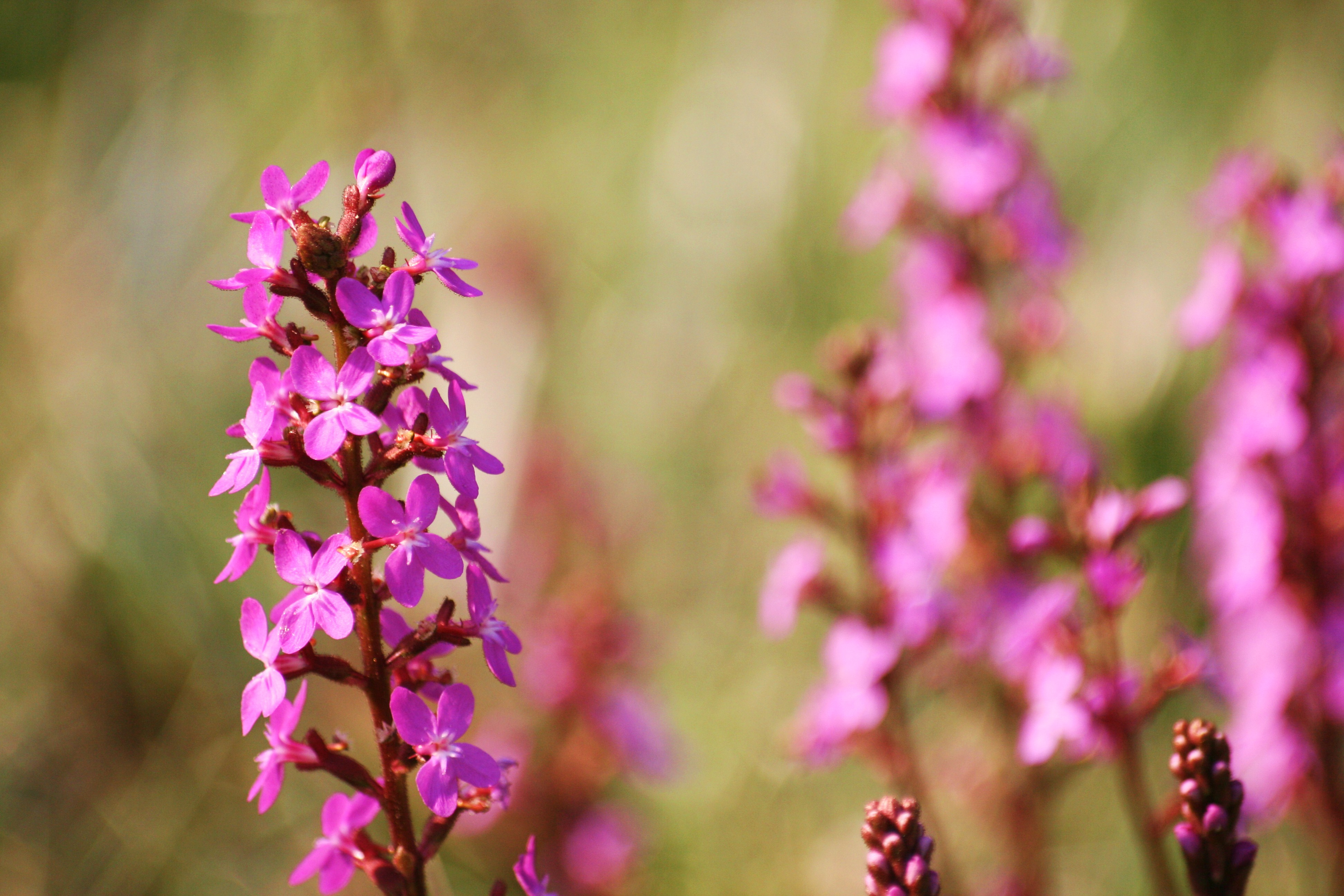